# 德庆路
德庆路，元至元十七年（1280年）改德庆府置，治端溪县（今广东德庆县）、属江西等处行中书省。辖境相当今广东省德庆、郁南、罗定、云浮等市县地。明洪武元年（1368年）复为德庆府。